# Serra d'Albarrasí (serralada)
La Serra d'Albarrasí és un conjunt muntanyós de la part sud - occidental de la Serralada Ibèrica, situat entre les comunitats autònomes espanyoles d'Aragó, Castella - la Manxa i la Comunitat Valenciana. Discorre al llarg de 60 quilòmetres, en disposició nord-oest - sud-est, amb una cota màxima de 1921 metres sobre el nivell del mar al turó de Caimodorro.